# Ombrophytum villamariensis
Ombrophytum villamariensis — вид квіткових рослин родини Balanophoraceae. Описаний у 2019 році.

## Поширення
Ендемік Колумбії. Трапляється в андських лісах Центральної Кордильєри на висоті 2400–2500 м, в муніципалітеті Віламарія, департамент Кальдас.